# IC 358
IC 358 — галактика типу S0 (спіральна галактика) у сузір'ї Телець.
Цей об'єкт міститься в оригінальній редакції індексного каталогу.